# 毛利元貞
毛利 元貞（もうり もとさだ、1964年〈昭和39年〉12月12日 - ）は、日本の元傭兵、軍事アドバイザー、作家。
世界警察射撃教官インストラクター協会、米国警察インストラクター協会、世界近接戦闘インストラクター協会会員。仏外人部隊や紛争地帯における戦闘経験を活かして、ボディガードや米国警察特殊部隊SWATの対テロ訓練を担当、作家活動をしている。

## 経歴
広島県出身。広島県立五日市高等学校卒業。落合信彦の著書『傭兵部隊』を読み、高校卒業後の1983年（昭和58年）に陸上自衛隊へ入隊し山口県山口市の山口駐屯地に駐屯する第17普通科連隊へ配属されるも約1年で脱柵。より実戦的なものを求め、アメリカ合衆国に渡りアメリカ海兵隊に志願するがグリーンカードを所得していなかった為に断られ（在留者がアメリカ軍に入るには、最低でも社会保障番号を取得した永住者であることが必要）、フランスへ渡りフランス外人部隊へ志願入隊する。最初はアフリカのジブチ共和国に駐屯する第13外人准旅団に所属し、フランスのニームの第2外人歩兵連隊に転属するが、入隊から3年で脱走（このため、フランスに入国すると逮捕される）。脱走時の階級は伍長。ただし、本人の自伝では、「外人部隊を去った～」と、暈して書かれている。自衛隊、フランス外人部隊ともに主に重迫撃砲中隊に所属。
以降、アメリカで射撃学校を経営する新井国右から射撃を学び、同国ミシシッピ州にあった傭兵学校「Special Assault School」の教官を務めた後、カレン民族解放軍に参加し実戦を経験したという（後にスパイ容疑で国外追放処分を受ける）。その後、ダライ・ラマ14世の警護隊の訓練を担当したという。その後日本国内初のサバイバルスクールSEAL'ｓのインストラクターに就任する。1994年に結婚。
その後、作家に転向し、1993年（平成5年）、有限会社モリ・インターナショナルを設立。企業や学校、公共団体向けに危機管理コンサルタント業や面接、人物査定の講師として活動している。
傭兵時代の専門知識と経験、他国の戦闘経験者との技術交換等から「Personal Defense System」（PDS）という新しい護身術を提唱。毛利によると、PDSは肉体的能力の高さに頼らない護身術としている。PDSは実際に一部の警備会社や、民間の防犯組織日本ガーディアン・エンジェルスなどで採用されている。また、犯罪被害者の救済活動にも参加している。また、凶悪犯罪などを題材にした小説やノンフィクションの著作を多数発表する傍ら、映画やテレビゲームなどの監修も行っている。
能楽師、ロルファーでモーションキャプチャ会社の取締役もしている安田登は、毛利はモーションキャプチャの際に動きを全くブレさせない、高い身体能力の持ち主と評している。

## 著作
- 『傭兵マニュアル』 並木書房 1989年
- 『傭兵修行―世界に冒険を求めて』 並木書房 1990年（1997年にワニ文庫より文庫化）
- 『海外サバイバル・ガイド―危険から自分をどう守るか』（柘植久慶と共著） 並木書房 1991年
- 『傭兵マニュアル・完全版』 並木書房 1992年
- 『新・海外サバイバル・ガイド―危険から自分をどう守るか』（柘植久慶と共著） 並木書房 1992年
- 『軍隊流護身術―プロが用いる最強のファイティング』 並木書房 1993年
- 『スティンガー対コブラ』 グリーンアロー出版社 1994年（小説）
- 『特殊部隊デルタフォース』 コスミックインターナショナル 1994年
- 『デッドリー・フライト96―LA空港奪回作戦』 ワニ・ノベルス 1995年（小説）
- 『ボディーガード流護身術』 並木書房 1995年
- 『セルフディフェンス―“いざ”という時生き残る56の方法』 富士見書房 1996年
- 『コンバット・バイブル(3) 特殊作戦部隊編』（上田信と共著） 日本出版社 1996年
- 『ラオス特命作戦―サイキック・ソルジャーを救出せよ』 ワニ・ノベルス 1996年（小説）
- 『SWATテクニック―警察特殊部隊のすべて』 並木書房 1996年
- 『悪魔のコマンドー―北朝鮮武装工作員』 ワニ・ノベルス 1997年（小説）
- 『新・傭兵マニュアル 完全版』 並木書房 1997年
- 『傭兵修行―世界最強の男をめざして』 ワニ文庫 1997年
- 『21世紀の特殊部隊―対テロリズム戦に勝利する道』 グリーンアロー出版社 1997年
- 『図解 凶悪犯罪防御マニュアル―無差別テロから異常殺人まで』 同文書院 1998年
- 『犯罪交渉人』 角川書店 1999年
- 『コンバット・バイブル(4) 情報バトル編』（上田信と共著） 日本出版社 1999年
- 『銀鼠―GRAY ZONE』 廣済堂出版 1999年（小説）
- 『図解スパイ戦争』 並木書房 2000年
- 『図解 凶悪犯罪防御マニュアル』 同文書院 2000年
- 『死守―犯罪交渉人(ネゴシエーター)・鞍馬天兵』 ハルキ・ノベルス 2001年（小説）
- 『凶悪テロ防衛マニュアル―無差別テロから個人襲撃まで』 青春出版社 2001年
- 『犯罪交渉人―闇のテロリスト〈1〉』 学習研究社 2001年（小説）
- 『犯罪交渉護身術―最強の自己防衛システム』 並木書房 2002年
- 『毛利元貞のパーソナルディフェンスシステム』 BABジャパン 2002年
- 『毛利元貞の総合護身術―PDS護身システム《入門篇》』 並木書房 2002年
- 『ネゴシエーター―傭兵狩り』 学習研究社 2003年（小説）
- 『警察対テロ部隊テクニック―人質交渉から強行突入まで』 並木書房 2003年
- 『護身Hand Book―実用知識で危険を見抜く』 BABジャパン 2004年
- 『わが子を守る』 ぶんか社 2004年（2006年にぶんか社文庫より文庫化）
- 『護身の科学』 日経BP 2005年
- 『犯罪交渉護身術 [完全版]』 並木書房 2005年
- 『戦闘員』 新紀元社 2006年
- 『脅威査定 暴力犯罪相談の現場から』 立花書房 2006年
- 『犯罪プロファイリングで身を守る』 並木書房 2007年
- 『プロファイリングのプロが教える 面接で人を見抜く質問術』 日本実業出版社 2008年
- 『図解 特殊警察』 新紀元社 2009年

## DVD
- 『毛利流サバイバル戦闘術』
- 『毛利元貞のパーソナルセルフディフェンス』
- 『毛利元貞の護身交渉術』
- 『護身の五ヶ条 - あなたと家族を守る自己防衛術』
- 『毛利元貞の危機管理防衛シリーズ』

### 監修を担当した作品
- 「七人のおたく」（ミリタリー指導）
- 「梟の城」（アクションスーパーバイザー）
- 「メタルギアシリーズ」（メタルギアソリッド4部作。4ではジョナサンのモーションアクターも担当）

### 原案協力
- 「ARMS SPECIAL SCHOOL」 著者：永野あかね 『アームズマガジン』（ホビージャパン）掲載
- 「TAC98」 著者：永野あかね 『アームズマガジン』（ホビージャパン）掲載 / 未単行本化作品
- 『コンバット☆ハイスクール』 著者：永野あかね（講談社）

## 参考・脚注
1. ↑  『軍隊流護身術　プロが用いる最強のファイティング』より。
2. ↑  フランク・キャンパーのマーク・スクールで教官（アシスタント）を務めたピートが新に主催したスクール（高橋和弘「USサバイバル・スクール」（並木書房）より）ちなみに実戦経験はない
3. ↑  安田登 『ブロードマッスル活性術―武人の動きを修得せよ！』 BABジャパン 2006年